# Nitin Saxena
Nitin Saxena (en hindi: नितन सक्सेना) (Allahabad, 3 de mayo de 1981) es un informático teórico indio. Junto con Manindra Agrawal y Neeraj Kayal propusieron el Test de primalidad AKS en 2002, trabajo por el cual ganaron el Premio Gödel en 2006. Esta notable investigación surgió como parte de sus estudios de pregrado.
En 2006 recibió su Ph.D. en el Departamento de Ciencias de la Computación del Instituto de Tecnología Indio de Kanpur. Su Tesis se tituló "Morphisms of Rings and Applications to Complexity" (Morfismos de Anillos y Aplicaciones en la Complejidad). También se graduó con su Bachelor of Technology en el mismo Instituto en 2002.
Recibió también el Premio al Alumno Distinguido del Instituto donde estudió, por su trabajo en complejidad computacional.
Nitin Saxena fue contratado en el Centrum Wiskunde & Informatica (CWI) comenzando una investigación para postdoctorado el 1 de septiembre de 2006.
Desde el verano de 2008, Nitin Saxena es profesor en la Universidad de Bonn en Alemania.